# Megan Nick
Megan Nick (Shelburne, 9 luglio 1996) è una sciatrice freestyle statunitense, vincitrice della medaglia di bronzo alle Olimpiadi invernali di Pechino 2022.

## Palmarès

### Olimpiadi
- 1 medaglia:
  - 1 bronzo (Pechino 2022 nei salti)[3]